# Челик, Орал
Орал Челик (тур. Oral Çelik; 1959, Хекимхан) — турецкий ультраправый активист, боевик неофашистского движения Серые волки. Оперативный партнёр Мехмета Али Агджи. Привлекался к ответственности за участие в ряде терактов, включая убийство редактора газеты «Milliyet» Абди Ипекчи и покушение на Папу Римского Иоанна Павла II. Оправдан за нехваткой формальных доказательств. Пользуется авторитетом и влиянием в националистических кругах.

## Боевик «Серых волков»
Родился в малоимущей семье, был младшим из четверых детей. С детства воспитывался в атмосфере крайнего национализма, примыкал к националистическим организациям, посещал их тренировочный лагерь. Под влиянием брата Мустафы вступил в движение Серые волки. Придерживался неофашистских антикоммунистических взглядов. Учился в институте в Сивасе, был активистом студенческой националистической организации. 
Предполагается, что 1 февраля 1979 Орал Челик вместе с Мехметом Али Агджой участвовал в убийстве известного интеллектуала, редактора леволиберальной газеты Milliyet Абди Ипекчи. Мехмет Али Агджа в своей книге «Почему я застрелил Папу», опубликованной в 2010 году, подтвердил, что Орал Челик и Ялчин Озбей убили Ипекчи «из патриотических побуждений», считая журналиста «греческим шпионом». Агджа там же утверждал, что он познакомился с Абдуллой Чатлы через Орала Челика, что это Челик с Озбеем подстрелили леворадикала Михри Белли и что Челик за несколько дней до покушения на профсоюзного лидера Кемаля Тюрклера сообщил, что он будет убит наряду с Бехидже Боран, известной как марксистский политик и социолог. Подозревался Челик в причастности и к ряду других неофашистских терактов.
Принимал участие в акциях «Серых волков» в Малатье, в том числе насильственного характера. Считался причастным к убийствам местных левых активистов. В частности, предстал перед судом за убийство члена крупнейшей в Турции организации педагогов, Ассоциации за единство и солидарность всех учителей (TÖB-DER), Невзата Йылдырыма и ранение учителя Мустафы Чанкулу (тот через год покончил жизнь самоубийством) в Малатье 7 июня 1979 года. Ему грозило лишение свободы сроком до 30 лет, но семь папок с показаниями очевидцев в материалах дела исчезли (некоторые из которых были обнаружены только 19 лет спустя), и суд в итоге постановил оправдать Челика на основании «нехватки доказательств» (хотя соучастник Челика прямо указал, что тот вытащил пистолет и выстрелил в своих жертв).
После переворота 12 сентября 1980 и установления военного режима Челик, наряду с Агджой, Абдуллой Чатлы и некоторыми другими ультраправыми активистами вынужден был бежать из Турции. Через Болгарию перебрался в Западную Европу.

## Покушение на Папу Римского
13 мая 1981 на площади Святого Петра в Ватикане было совершено покушение на Папу Римского Иоанна Павла II. Стрелявший в понтифика Мехмет Али Агджа был тут же схвачен. В ходе расследования было установлено присутствие на площади нескольких турецких неофашистов, в том числе Орала Челика. Он оказался запечатлён на фотографии, сделанной американским туристом.
В 1985 Орал Челик был арестован в Швейцарии по обвинению в незаконном обороте наркотиков и проживании по поддельным документам. (Несколько ранее во Франции по аналогичному обвинению арестовали Абдуллу Чатлы.) Три года Челик провёл в швейцарской тюрьме, после чего был передан итальянскому правосудию. Однако доказательств его причастности к покушению на Иоанна Павла II оказалось недостаточно. Челик был оправдан.

## Возвращение в Турцию
Итальянские власти в 1996 экстрадировали Орала Челика в Турцию. Он предстал перед судом по обвинению в членстве в вооружённой группировке, практиковавшей политическое насилие, в содействии побегу Агджи и соучастии в убийстве Ипекчи. Однако достаточной доказательной базы вновь не удалось сформировать.
В 1997 Орал Челик женился на Эмине Авджу. Челика официально поздравили вдова и дочь Абдуллы Чатлы, преемник Алпарслана Тюркеша на посту председателя Партии националистического движения Девлет Бахчели, местные партийные руководители, лидер исламистов Неджметтин Эрбакан, президент Турецкой Республики Северного Кипра Рауф Денкташ, представители Партии верного пути, городских администраций Стамбула и Измира. Таким образом, бракосочетание Орала Челика стало политическим событием, демонстрацией ультраправых сил.
В 1998 Орал Челик был избран президентом футбольного клуба «Малатьяспор». Занимал этот пост в течение нескольких лет.
На протяжении 2000-х и 2010-х годов Орал Челик регулярно проявлял общественную активность, выступал с политическими заявлениями, высказывал свою точку зрения на события 1970—1980-х. Он сохранил авторитет в крайне правых националистических кругах.